# 哥倫比亞 (伊利諾伊州)
哥倫比亞（英語：Columbia）是一個位於美國伊利諾伊州門羅縣和聖克萊爾縣的城市。

## 地理
哥倫比亞的座標為38°26′57″N 90°12′31″W / 38.44917°N 90.20861°W，而該地的平均海拔高度為216米（即709英尺）。

## 人口
根據2010年美國人口普查的數據，哥倫比亞的面積為26.70平方千米，當中陸地面積為26.56平方千米，而水域面積為0.14平方千米。當地共有人口9707人，而人口密度為每平方千米363.56人。